# Kodeks 0204
Kodeks 0204 (Gregory-Aland no. 0204) – grecko-koptyjski kodeks uncjalny Nowego Testamentu na pergaminie, paleograficznie datowany na VII wiek. Do naszych czasów zachowała się jedna karta kodeksu. Przechowywany jest w Londynie.

## Opis
Do dziś zachowała się jedna karta kodeksu, z tekstem Ewangelii Mateusza 24,39-42.44-48 (tekst grecki) i 24,30-33.35-37 (tekst koptyjski). Karta kodeksu ma rozmiar 25 na 21 cm. Język koptyjski reprezentuje dialekt fajumski.
Tekst pisany jest dwoma kolumnami na stronę, w 26 linijkach w kolumnie.

## Tekst
Fragment reprezentuje aleksandryjską tradycję tekstualną. Kurt Aland zaklasyfikował go do kategorii II.

## Historia
Na listę rękopisów Nowego Testamentu wciągnął go Ernst von Dobschütz w 1933 roku, oznaczając go przy pomocy siglum 0204.
INTF datuje rękopis na VII wiek.
Rękopis przechowywany jest w British Library (Gr. 4923 (2)) w Londynie.